# Порт-Фуад – Ель-Гаміль
Порт-Фуад – Ель-Гаміль – трубопровідна система для видачі продукції офшорних газових родовищ, що були виявлені у єгипетському секторі Середземного моря.
У 1996 році неподалік від східного завершення дельти Нілу почалась розробка газоконденсатного родовища Порт-Фуад. Підготовку його продукції організували на береговому газопереробному заводі Ель-Гаміль, майданчик під який обрали західніше від Порт-Саїду на косі, яка відділяє від моря озеро Манзалла. При цьому платформу родовища Порт-Фуад сполучили із ГПЗ кількома трубопроводами завдовжки по 53 км:
- діаметром 350 мм для подачі газу;
- діаметром 150 мм для транспортування конденсату;
- діаметром 75 мм для подачі гліколю (використовується у газові промисловості з метою попередження гідратоутворення).
В 1997-му почало роботу родовище Вакар, розташована дешо північніше від Порт-Фуад. Для видачі його продукції проклали перемичку до Порт-Фуад завдовжки 17 км з діаметром 250 мм (а також допоміжні трубопроводи з діаметрами 100 мм та 75 мм).
Крім того, Порт-Фуад сполучили двома лініями довжиною 5,5 км та діаметрами 250 мм і 75 мм з розташованим неподалік родовищем Дарфіл. Втім, невдовзі від останнього проклали власний потужний трубопровід до ГПЗ Ель-Гаміль. Останнє, зокрема, пояснювалось різними геологічними формаціями, з яких вели видобуток – для Порт-Фуад та Вакар це були багаті на конденсат міоценові поклади, тоді як на Дарфіл (та цілому ряді сусідніх родовищ) виявили «сухий» газ у відкладеннях пліоцену.
В 2008 році до Порт-Фуад за допомогою трубопроводу довжиною 47 км з діаметром 400 мм під’єднали родовище Теках (Thekah), через яке за кілька років також пішла продукція родовища Північне Теках.